# Südstern (Berlins tunnelbana)
Südstern eller U-Bahnhof Südstern är en tunnelbanestation i Berlin i Tyskland som trafikeras av linje U7. Stationen invigdes 1924 på den dåvarande östra grenen av den ursprungliga nord-sydlinjen och ritades av Alfred Grenander. Den är döpt efter torget Südstern vid stationen.

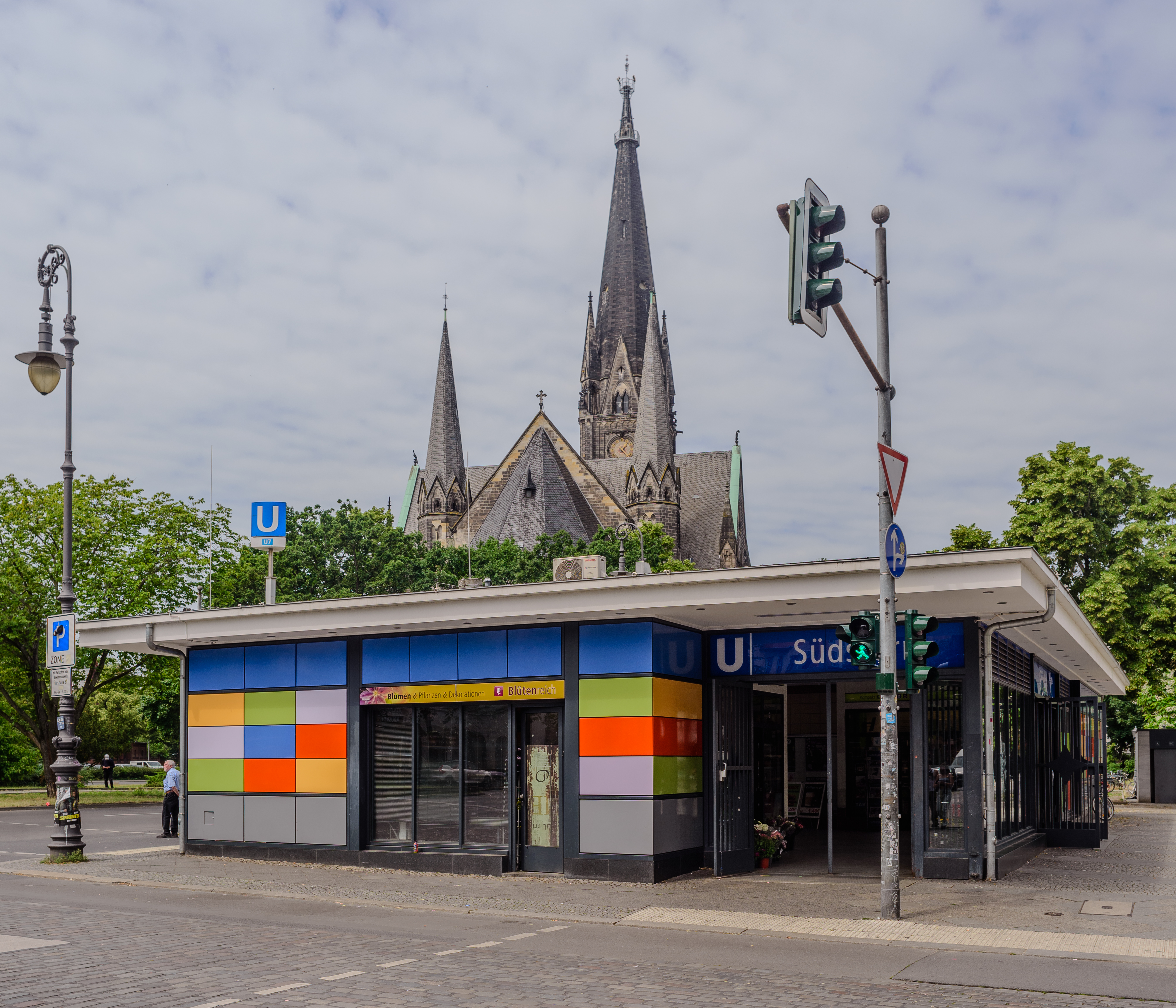
Ingångsbyggnaden vid Südstern. I bakgrunden Kirche am Südstern.

Stationen hette Hasenheide 1924-1933, efter den närbelägna Volkspark Hasenheide, och döptes sedan om efter torget till Kaiser-Friedrich-Platz 1933-1939. När torget bytte namn bytte även stationen namn till Gardepionierplatz 1939-1947 innan den 1947 fick namnet Südstern.
Stationen bombskadades under andra världskriget vid bombangrepp i maj 1944 och april 1945, men kunde åter tas i bruk i december 1945 efter reparationer av hela tunnelbanesystemet. 1958 färdigställdes en förlängning av Südsterns och flera andra stationers plattformar på linjen, från 80 till 110 meter, vilket ledde till att de gamla ingångarna revs och ersattes av den nuvarande ingångsbyggnaden.